# St.-Stephans-Basilika (Budapest)

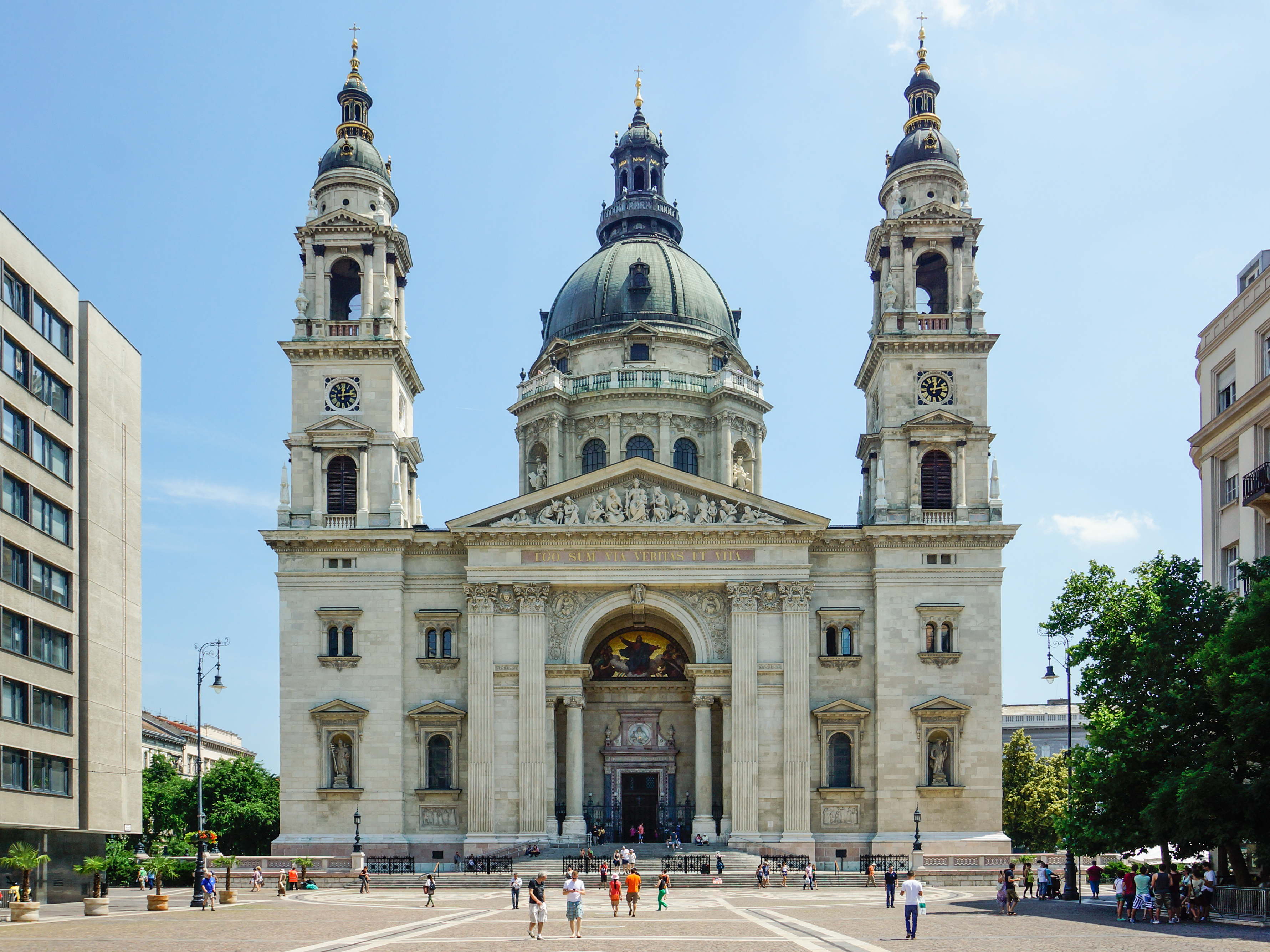
St.-Stephans-Basilika, Westfassade

Die St.-Stephans-Basilika (ungarisch: Szent István-bazilika) liegt am St.-Stephans-Platz (Szent István tér) im Stadtteil Pest und ist seit ihrer Einweihung im Jahre 1905 die größte Kirche der ungarischen Hauptstadt Budapest und Konkathedrale des römisch-katholischen Erzbistums Esztergom-Budapest.

## Überblick
Im Innern finden bis zu 8500 Menschen Platz. Die in der Nähe der Kettenbrücke befindliche Kirche ist dem ersten christlichen ungarischen König Stephan gewidmet. Ursprünglich wurde sie von Pester Deutschen als Pfarrkirche St. Leopold errichtet, unter dem Patrozinium des Heiligen Leopold von Österreich, der Unterbezirk heißt noch heute Leopoldstadt. Im Eingangsbereich findet man eine Skulptur des heiligen Gellért mit seinem Schüler St. Emerich, Sohn Königs Stephan des Heiligen. Des Weiteren beherbergt die Basilika viele Glasmalereien, Gemälde und Skulpturen. Als erstes ungarisches Kirchengebäude erhielt sie durch Papst Pius XI. 1931 den Titel einer Basilica minor. 1987 wurde sie als Teil des Donaupanoramas UNESCO-Welterbe.
Die beeindruckenden Maße der Basilika werden besonders deutlich, wenn man das Innere der Kirche betritt und zur mächtigen 96 Meter hohen Kuppel hinauf schaut, wo man ein imposantes Mosaik mit einer Darstellung von Gott, Jesus und verschiedenen Engeln vorfindet. Bereits beim Eintritt in die Basilika durch das Hauptportal fällt das Tympanon ins Auge, worin die Jungfrau Maria als Patrona Hungariae im Kreise verschiedener ungarischer Heiliger dargestellt wird.
Die Balustrade der Kuppel ist für Besucher geöffnet. Der Weg hinauf kann entweder über 297 Treppenstufen oder mit einem modernen Aufzug genommen werden.

## Bau

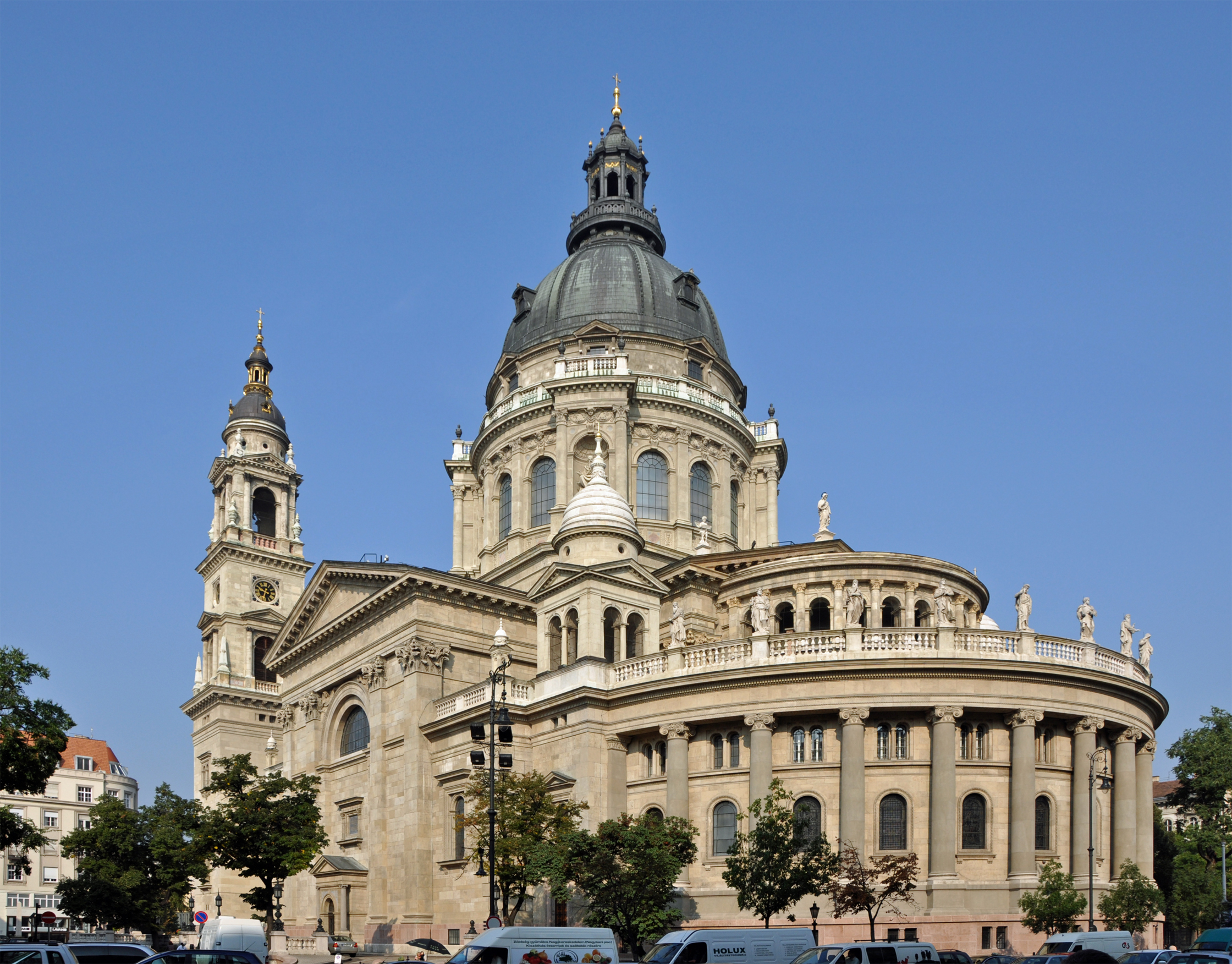
Südostansicht

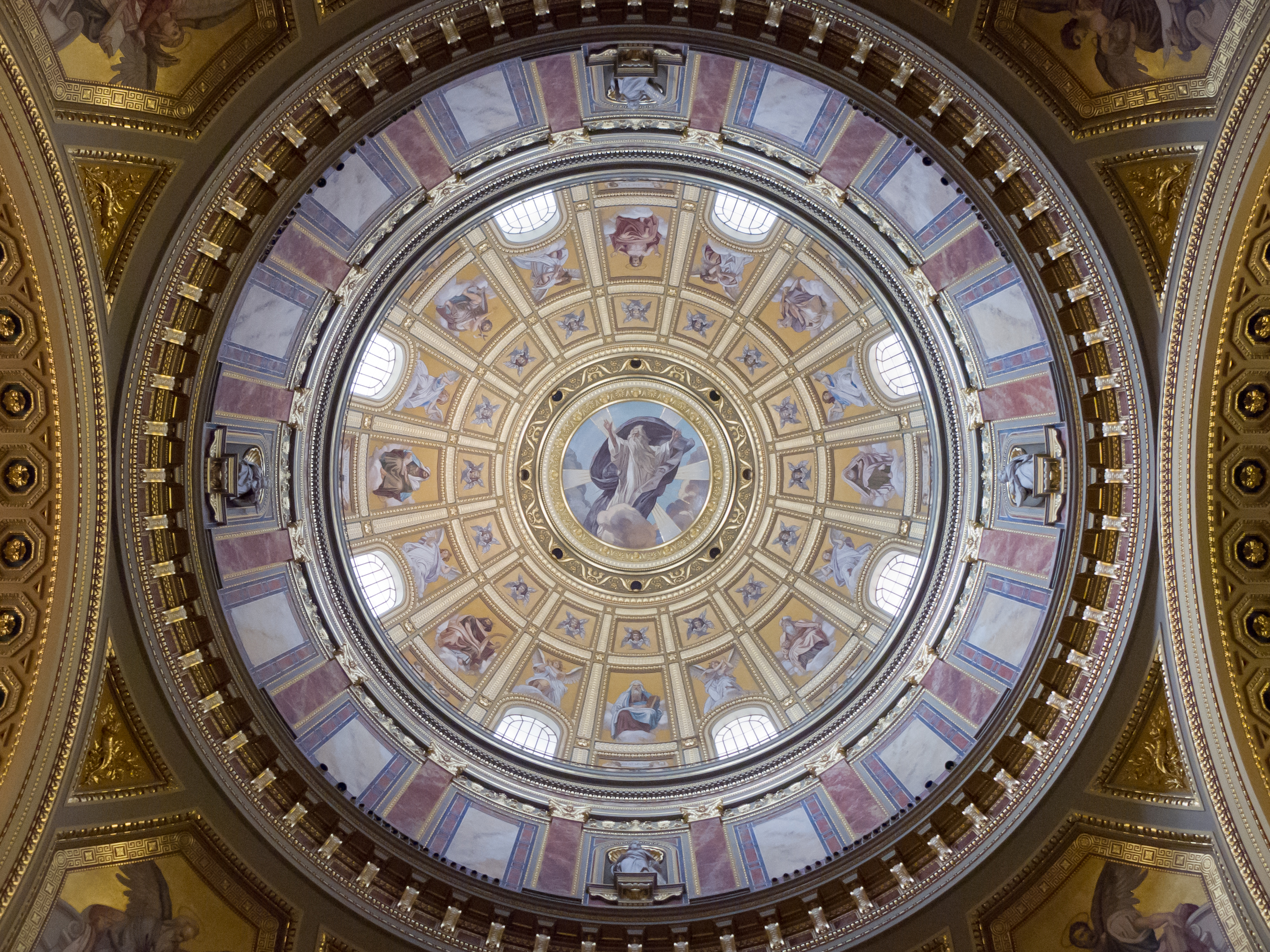
Blick in die Kuppel

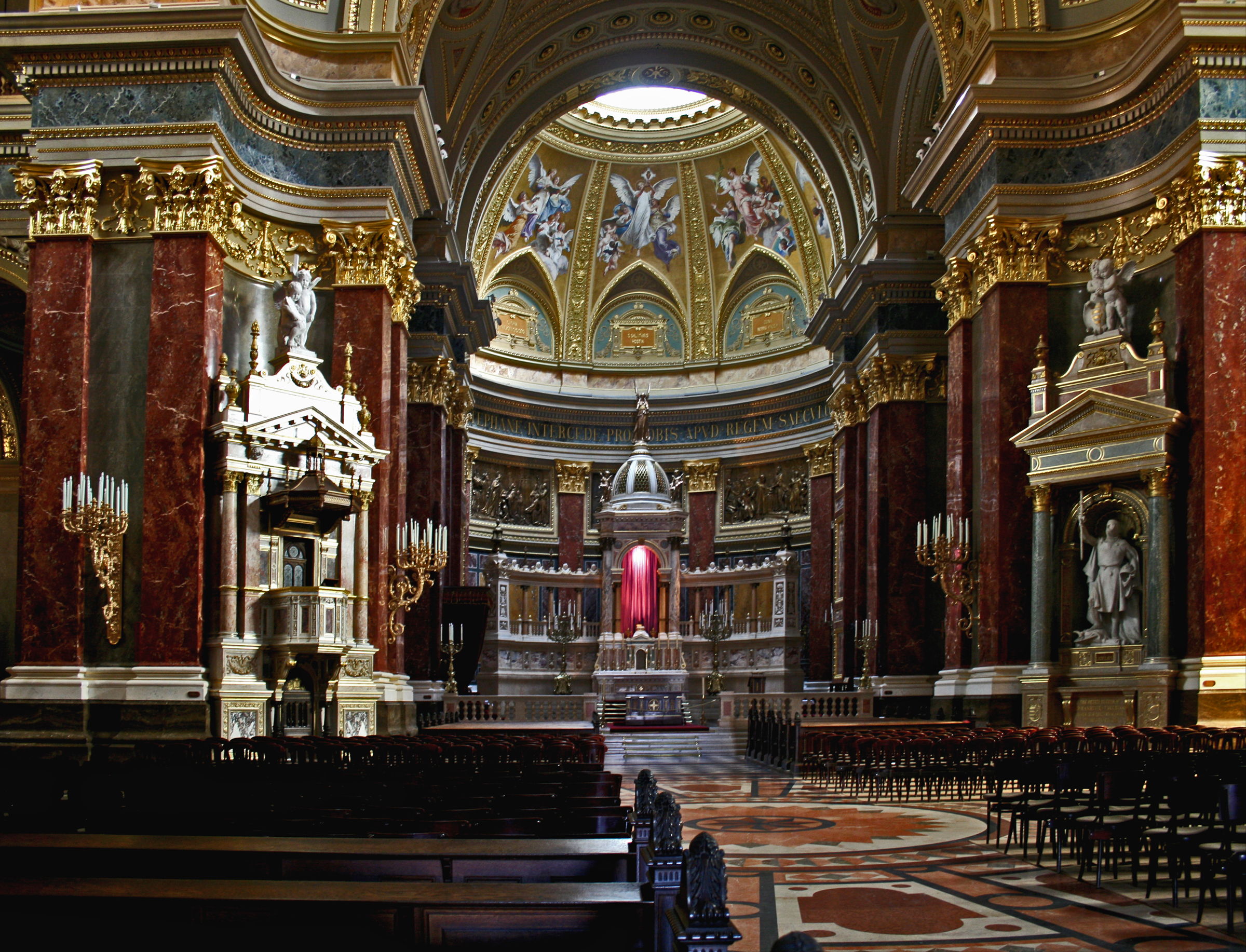
Inneres nach Osten

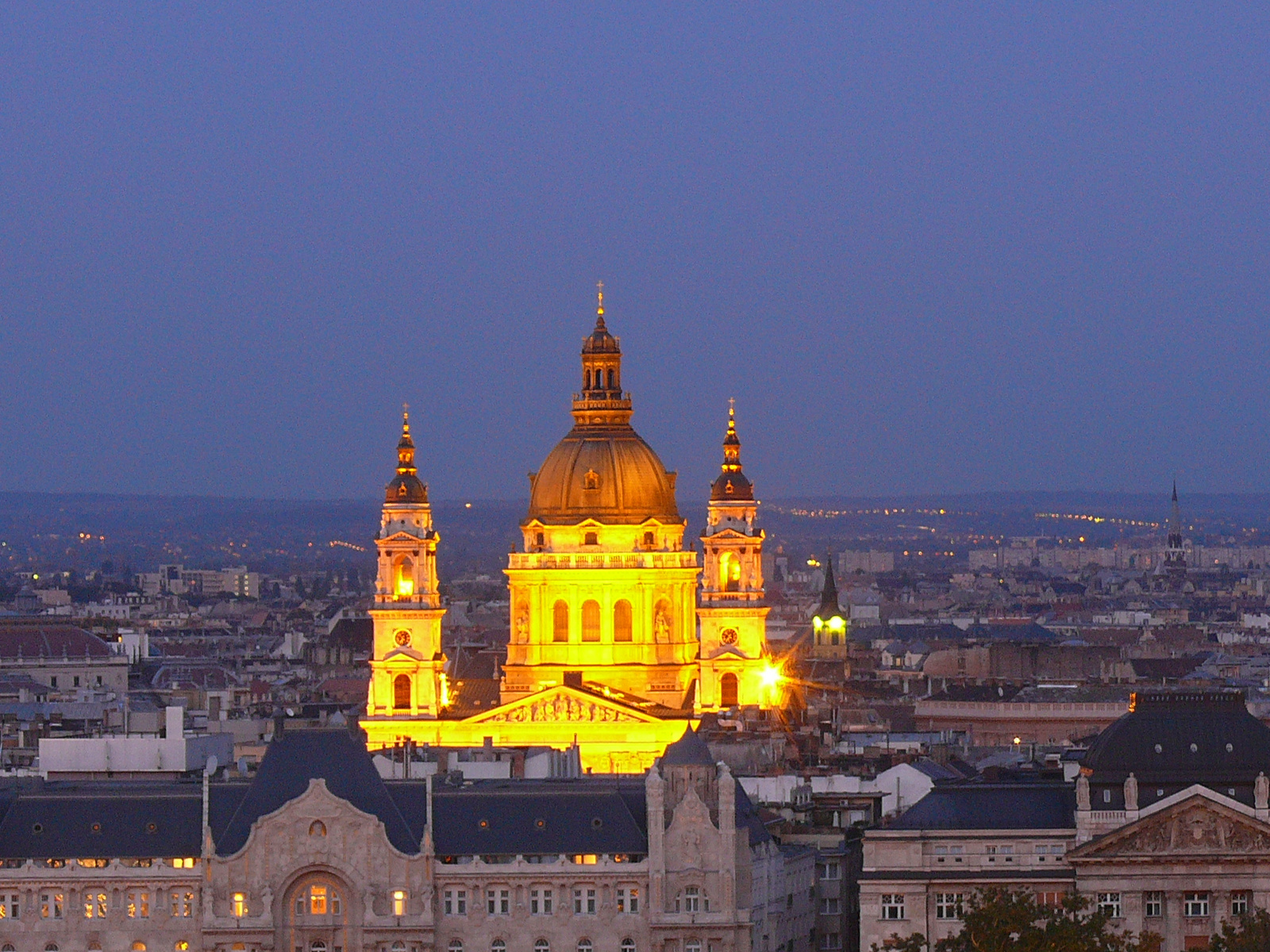
St.-Stephans-Basilika

Der Bau der St.-Stephans-Basilika musste bereits während der Erdarbeiten unterbrochen werden, da diese in die Jahre des Freiheitskampfes 1848/1849 fielen. Was den Bau schwieriger gestaltete, war die Tatsache, dass man durch die Nähe zur Donau die Fundamente wesentlich größer dimensionieren musste als gedacht. Dadurch entstand ein drei Stockwerke tiefer Keller, welcher fast der Größe der über ihm liegenden Kirche entspricht.
1851 konnte man mit dem Bau der Basilika nach den im klassizistischen Stil gehaltenen Plänen von József Hild beginnen. Dieser starb einige Jahre später. 1868 kam es zum Einsturz der Kuppel, da die Fundamente fehlerhaft waren. Die Bauleitung wurde an Miklós Ybl übergeben, der die Kirche nun im Neorenaissancestil weiterbaute. Als Miklós Ybl einige Jahre später verstarb, wurde der Bau von József Kauser zu Ende geführt. Das Kirchengebäude hat eine Länge von ca. 92 m, und eine Breite von ca. 62 m.

## Reliquien
Eine unter vielen Reliquien, welche in der Kirche aufbewahrt werden, ist die einbalsamierte rechte Hand König Stephans. Zu finden ist die „Heilige Rechte“ in der Kapelle des heiligen Leopold in der Kirche. Jährlich am 20. August, dem Fest des heiligen Stephan, kommen Tausende von Gläubigen zusammen, um an der die Reliquie begleitenden Prozession teilzunehmen.

## Gräber
Am 9. Dezember 2006 wurde in der St.-Stephans-Basilika in einem Staatsbegräbnis der Fußballspieler Ferenc Puskás beigesetzt, eine Ehre, die bis dahin nur Königen und Heiligen vorbehalten war.

## Orgel

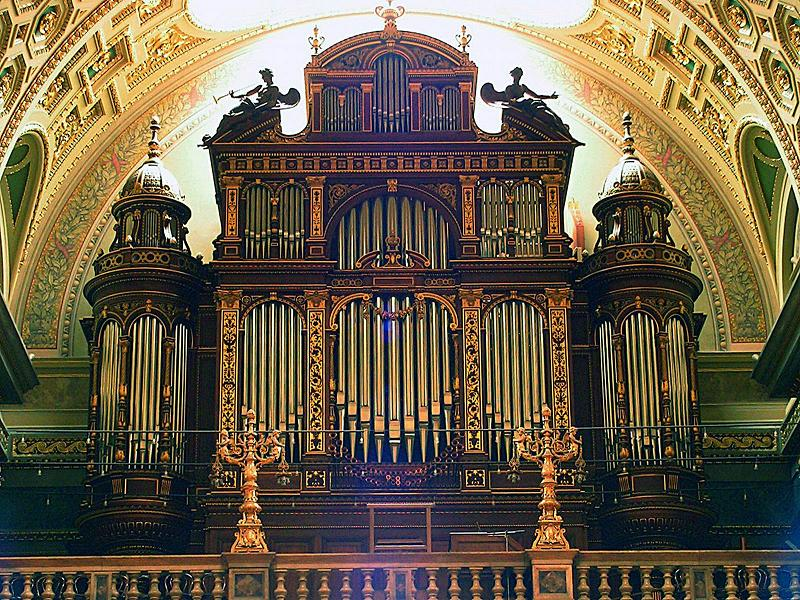
Orgel

Die Orgel wurde 1905 durch József Angster, einem Schüler von  Cavaillé-Coll mit 65 Registern auf Kegelladen, verteilt auf drei Manuale und Pedal, gebaut. 1932 erfolgte ein Umbau durch Orgelbau Angster & Son auf elektropneumatische Trakturen und das Instrument wurde auf 76 Register erweitert. Das Werk wurde 1938 von Rieger, Jägerndorf (heute in Krnov in Tschechien) renoviert und auf 79 Register erweitert. 1989–1993 erfolgte die Restaurierung und erneute Erweiterung auf 93 Register durch Orgelbau Varodi aus Budapest. Bei dieser Maßnahme wurde auch ein Setzer eingebaut und der Spieltisch fahrbar gemacht. Die Orgel ist heute wie damals eine der größten Orgeln Ungarns. Ihre Disposition lautet:
| I Grand Orgue C–g3    |        |
| Praestant             | 16′    |
| Bourdon               | 16′    |
| Prinzipal             | 8′     |
| Gemshorn              | 8′     |
| Doppelflöte           | 8′     |
| Flute Harm.           | 8′     |
| Nasat                 | 5 1⁄3′ |
| Praestant             | 4′     |
| Rohrflöte             | 4′     |
| Terz                  | 3 1⁄5′ |
| Superoctav            | 2′     |
| Flautino              | 2′     |
| Cornett V             | 8′     |
| Rauschpfeife III      |        |
| Mixtur major VII–VIII |        |
| Mixtur minor V        |        |
| Bombarde              | 16′    |
| Trompete              | 8′     |
| Clairon               | 4′     |
| Chamade               | 16′    |
| Chamade               | 8′     |
| Chamade               | 2′     |

| II Positif C–g3 |       |
| Bourdon         | 16′   |
| Principal       | 8′    |
| Gedackt         | 8′    |
| Salicional      | 8′    |
| Quintatön       | 8′    |
| Octave          | 4′    |
| Hohlflöte       | 4′    |
| Nasat           | 2 ⁄3′ |
| Superoktav 2′   |       |
| Piccolo         | 2′    |
| Superquint      | 1 ⁄3′ |
| Sifflöte        | 1′    |
| Acuta IV        |       |
| Quintcymbal III | 1⁄4′  |
| Clarinette      | 16′   |
| Krummhorn       | 8′    |
| Schalmey        | 4′    |
| Tremulant       |       |

| III Récit expressif C–g3 |               |
| Quintatön                | 16′           |
| Italienisch Principal    | 8′            |
| Gambe                    | 8′            |
| Vox coelesetis           | 8′            |
| Rohrflöte                | 8′            |
| Bourdon                  | 8′            |
| Violoctav                | 4′            |
| Traversflöte             | 4′            |
| Quintflöte               | 2 ⁄3′         |
| Flötenprincipal          | 2′            |
| Flûte Octaviante         | 2'            |
| Larigot                  | 1 ⁄3′         |
| Terz-septa II            | 1 3⁄5′ + 1⁄7′ |
| Mixtur V                 |               |
| Terzcymbal III           | 1⁄5′          |
| Fagott                   | 16′           |
| Trompette harmonique     | 8′            |
| Oboe                     | 8′            |
| Voix humana              | 8′            |
| Clairon                  | 4′            |
| Tremulant                |               |

| IV Positif supérieur C–g3 |           |
| Bourdon                   | 8′        |
| Dolce                     | 8′        |
| Octave                    | 4′        |
| Koppelflöte               | 4′        |
| Nasat                     | 2 ⁄3′     |
| Waldflöte                 | 2′        |
| Terz                      | 1 3⁄5′    |
| Mixtur V                  |           |
| Octavcymbal II            | 1′ + 1⁄2′ |
| Rankett                   | 16′       |
| Dulcian                   | 8′        |
| Bärpfeife                 | 8′        |
| Tremulant                 |           |
| Glocken                   |           |

| Pédale C–f3     |         |
| Bourdonbass     | 32′     |
| Principalbass   | 16′     |
| Contrabass      | 16′     |
| Violonbass      | 16′     |
| Salicetbass     | 16′     |
| Subbass         | 16′     |
| Quintbass       | 10 2⁄3′ |
| Octavbass       | 8′      |
| Flötenbass      | 8'      |
| Cellobass       | 8'      |
| Bourdonbass     | 8′      |
| Quintbass       | 5 1⁄3′  |
| Octave          | 4′      |
| Pommer          | 4′      |
| Nachthorn       | 2′      |
| Obertöne VI     | 6 2⁄5′  |
| Rauschpfeife II | 2 ⁄3′   |
| Bombarde        | 32′     |
| Posaune         | 16′     |
| Fagott          | 16′     |
| Trompette       | 8′      |
| Clairon         | 4′      |
| Singend Cornett | 2′      |
| Chamade         | 8′      |
| Chamade         | 4′      |
| Glocken         |         |

- Koppeln: II/I, III/I, IV/I, III/II, IV/II, IV/III, I/P, II/P, III/P, IV/P; Sämtliche Spezialkoppeln
- Spielhilfen: Schwelltritt auf III und IV, Tuttipiston

## Glocken
Der Dom beherbergt auf die zwei Haupttürme verteilt, das größte und schwerste Geläut der gesamten Stadt Budapest, die größte der sechs Glocken hängt alleine im Südturm, während die restlichen fünf Glocken auf den Nordturm verteilt sind. Sie ist mit über neun Tonnen Gewicht die größte und schwerste Kirchenglocke Ungarns
• 1. Stephansglocke: 9250 kg, Ton ges°, Durchmesser: 240 cm, Gussjahr 1990, Rudolf Perner, Passau, Südturm
• 2. Marienglocke: 3173 kg,  Ton b°, Durchmesser: 178,4 cm, Gussjahr 1863, Franz Walser, Pest, Nordturm
• 3. Heinrichglocke: 2150 kg,  Ton des′, Durchmesser: 151,3 cm, Gussjahr 1994, Rudolf Perner, Passau, Nordturm
• 4. Giselaglocke: 1200 kg,  Ton f′, Durchmesser: 117 cm, Gussjahr 1994, Rudolf Perner, Passau, Nordturm
• 5. Emmerichglocke: 750 kg,  Ton as′, Durchmesser: 97 cm, Gussjahr 1993, Rudolf Perner, Passau, Nordturm
• 6. Elisabethglocke: 500 kg, Ton b′, Durchmesser:  86 cm, Gussjahr 1994, Rudolf Perner, Passau, Nordturm